# Войсковицы (деревня)
Во́йсковицы — деревня в Гатчинском муниципальном округе Ленинградской области.

## История
Сельцо Войковичи упоминается среди населённых пунктов Богородицкого Дягиленского погоста по переписи 1500 года.
Затем как пустошь Voischouitzi Ödhe в Дягиленском погосте в шведских «Писцовых книгах Ижорской земли» 1618—1623 годов.
На карте Ингерманландии А. И. Бергенгейма, составленной по материалам 1676 года, она обозначена как деревня Woiskowits.
Мыза Восковицы упоминается на «Географическом чертеже Ижорской земли» Адриана Шонбека 1705 года.
На картах Санкт-Петербургской губернии Я. Ф. Шмидта 1770 года и А. М. Вильбрехта 1792 года упоминается как мыза Восковицкая.
В 1770-е годы мыза принадлежала инженеру Фёдору Вилимовичу Боуру, а затем перешла к предводителю дворянства Царскосельского уезда А. Ф. Кандалинцеву.
На «Топографической карте окрестностей Санкт-Петербурга» Ф. Ф. Шуберта 1831 года упомянуты «Войсковицы Пом. Кандалинцовыхъ».

ВОЙСКОВИЦКАЯ — мыза принадлежит Кандалинцевой, надворной советнице, при ней дворовых людей по ревизии: 2 м. п., 3 ж. п.

При мызе: а) Винокуренный завод. б) Мукомольная мельница. (1838 год)

Мыза Войсковицы упоминается на карте Ф. Ф. Шуберта 1844 года и карте С. С. Куторги 1852 года.
В пояснительном тексте к этнографической карте Санкт-Петербургской губернии П. И. Кёппена 1849 года она записана как Woiskowitz, Herrensitz (мыза Войсковицкая) и указано количество её жителей на 1848 год: ижоры — 7 м. п., 7 ж. п., всего 14 человек, которые относились к православному Дылицкому Владимирскому приходу.

ВОИСКОВИЦА — мыза действительного статского советника Кандалинцева, по почтовому тракту, при ней дворовые люди, число душ — 15 м. п. (1856 год)

Согласно «Топографической карте частей Санкт-Петербургской и Выборгской губерний» в 1860 году усадьба называлась Мыза Войсковицы (Киревича). При ней находились: рига, кузница и кирпичный завод.

ВОЙСКОВИЦЫ — мыза владельческая при колодце, число дворов — 1, число жителей: 16 м. п., 18 ж. п. (1862 год)

В 1882 году мыза была куплена Удельным ведомством и использовалась для императорской охоты.
В 1885 году в Войсковицах открылась школа. Учителем в ней работал Й. Тикка.

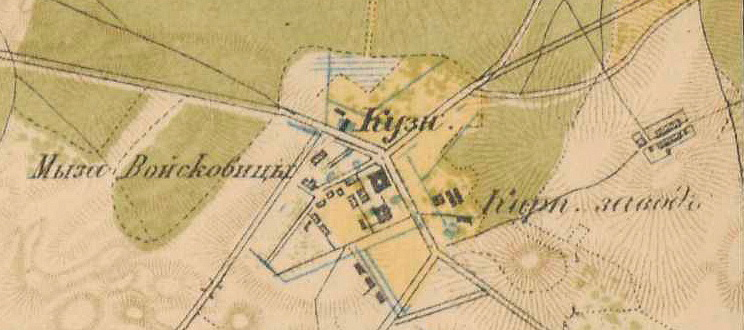
План мызы Войсковицы. 1885 год

Согласно материалам по статистике народного хозяйства Царскосельского уезда 1888 года мыза Войсковицы площадью 5018 десятин принадлежала потомственному почётному гражданину А. И. Горвицу, мыза была приобретена до 1868 года. Мельницу и кузницу хозяин сдавал в аренду, персики из оранжереи шли на продажу.
В конце XIX века Войсковицы административно относились к Гатчинской волости 3-го стана Царскосельского уезда Санкт-Петербургской губернии, в начале XX века — 2-го стана.
Согласно данным переписи населения СССР 1926 года в совхозе Войсковицы Черновского сельсовета Троцкой волости Троцкого уезда проживали 80 человек, большинство русские, а также эстонцы, финны, латыши, литовцы и поляки. В 1926 году был организован Войсковицкий финский национальный сельсовет, население которого составляли: финны — 1285, русские — 363, другие нац. меньшинства — 130 человек. В ноябре 1928 года в Войсковицкий сельский Совет вошли Борницкий и Черновский сельсоветы. На территории Войсковицкого сельсовета находился 31 населённый пункт, 598 дворов.

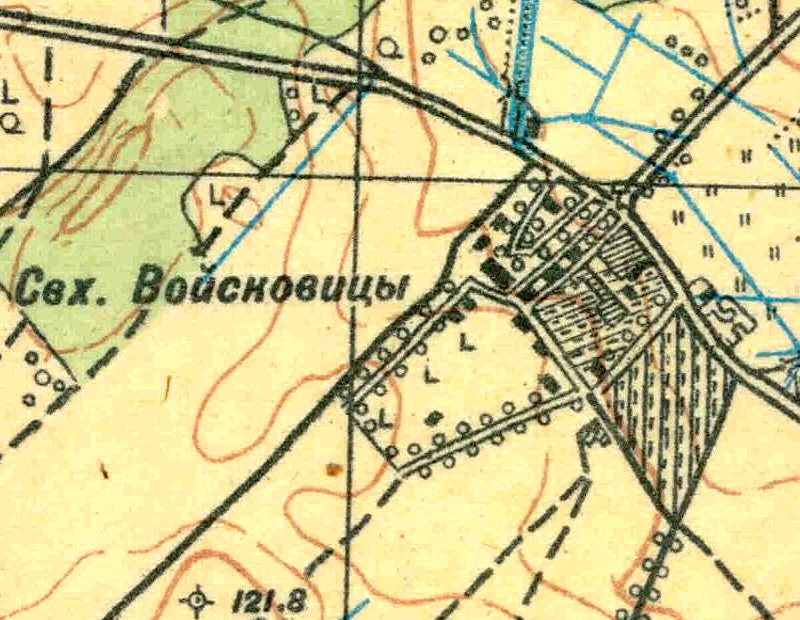
План деревни Войсковицы. 1931 год

По административным данным 1933 года в Войсковицкий сельсовет Красногвардейского района входили 18 деревень: Большие Борницы, Малые Борницы, Ванько-Староста, Ветколово, Волгево, Гонгалова, Большие Дубицы, Малые Дубицы, Илькино, Пеньково, Питкелево, Робболово, Ронилово, Семелово, Сеппелево, Сигонема, Хиндикалово, Черново, общей численностью населения 1948 человек. Центром сельсовета была деревня Ванько-Староста.
По административным данным 1936 года центром Войсковицкого финского национального сельсовета являлась деревня Оппелово. В сельсовете было 20 населённых пунктов, 412 хозяйств и 10 колхозов.
Указами Президиума Верховного совета РСФСР от 22 февраля и 19 сентября 1939 года Войсковицкий национальный сельсовет был преобразован в обычный сельсовет.
В 1941 году под Войсковицами велись фронтовые бои. 20 августа 1941 года в районе совхоза «Войсковицы» на северной окраине старинного парка состоялось знаменитое танковое сражение (т. н. «Войсковицкий бой»), в котором командир орудия (наводчик) Усов Андрей Михайлович из экипажа танка старшего лейтенанта З. Г. Колобанова снайперски расстрелял из засады немецкую танковую колонну, уничтожив 22 легких танка пятой роты 11 полка шестой танковой дивизии, двигавшуюся на юг по несуществующей ныне «царской» дороге Хиндикалово — Питкелево. Все члены экипажа танка за исключением стрелка-радиста были представлены к званию Героя Советского Союза командиром советского 1-го танкового полка 1-й танковой дивизии Героем Советского Союза, членом ЦК Компартии Белоруссии Д. Д. Погодиным. Однако, согласно резолюции нового командующего Ленинградским фронтом генерала-лейтенанта М. С. Хозина высшую награду за бой — Орден Ленина получил только старший сержант А. М. Усов, остальные участники боя: старший лейтенант З. Г. Колобанов, старший механик-водитель старшина Н. И. Никифоров, младший механик-водитель красноармеец Н. Ф. Родников получили ордена Боевого Красного Знамени, а стрелок-радист старший сержант П. И. Кисельков — медаль «За отвагу» . В Санкт-Петербурге в 2006 году именем Колобанова назвали улицу в Горелове и сохранившийся участок бывший дороги Хиндикалово — Питкелево, проходящий через деревню Войсковицы.
С августа 1941 по январь 1944 года территория Войсковицкого сельсовета находилась под немецко-фашистской оккупацией.
Решением Леноблисполкома от 10 июля 1959 года Войсковицкий сельсовет был упразднён, а его территория передана Больше-Ондровскому, Елизаветинскому, Никольскому и Пудостьскому сельсоветам.
В 1966 году Войсковицы учитывались областными административными данными как посёлок при учхозе, который входил в состав Елизаветинского сельсовета.
По данным 1973 года деревня Войсковицы входила в состав Большеондровского сельсовета.
По данным 1990 года деревня Войсковицы входила в состав Сяськелевского сельсовета.

## География
Деревня расположена в северо-западной части района на автодороге 41К-102 (Войсковицы — Мариенбург) близ места её примыкания к автодороге А120 (Санкт-Петербургское южное полукольцо).
Расстояние до административного центра поселения, деревни Сяськелево — 6 км.
Расстояние до ближайшей железнодорожной станции Войсковицы — 4 км.

## Демография
| 1838 | 1848 | 1862 | 1997 | 2006 | 2007 | 2010 |
| ---- | ---- | ---- | ---- | ---- | ---- | ---- |
| 5    | ↗14  | ↗34  | ↗63  | ↗67  | ↘65  | ↗218 |
| 2012 | 2013 | 2017 |      |      |      |      |
| ↘209 | ↘198 | ↗213 |      |      |      |      |

В 1997 году в деревне проживали 63 человека.
По состоянию на 1 января 2007 года в деревне находилось 28 домохозяйств, где проживало 65 человек, в 2010 году — 218 .

### Национальный состав
В 2002 году в деревне проживали 73 человека (русские — 78%).
Согласно данным Всероссийской переписи населения 2021 года в деревне проживали 208 человек, из них:
 русские — 196, киргизы — 2, татары — 2, таджики — 1, другие национальности — 5 человек, остальные национальность не указали.

## Достопримечательности
- Близ деревни находится курганно-жальничный могильник XI—XIV веков[41]

## Улицы
З. Г. Колобанова, Новосёлов.